# 春日 (春日市)
春日（かすが）は、福岡県春日市にある地名。大字春日と春日一丁目から十丁目までが設置されている。郵便番号は816-0814。2023年（令和5年）10月末日現在の人口は4,106人。

## 概要
春日市の東部に位置し、北側は原町、東側は春日公園、南側は平田台・惣利、西側は紅葉ヶ丘東・ちくし台・若葉台東と接する。

## 歴史
1889年（明治22年）の町村制施行により那珂郡春日村が成立。1953年（昭和28年）1月1日に春日村は町制施行し春日町となる。1972年（昭和47年）4月1日に春日町は市制施行し春日市となる。

### 町域の変遷
| 町名町界整理実施後   | 実施年月日 | 町名町界整理実施前 |
| -------------------- | ---------- | ------------------ |
| 春日一丁目から十丁目 | 年不詳     | 大字春日の一部     |

## 施設
- 春日・大野城・那珂川消防本部
- 春日市立春日南小学校

## 交通

### 道路
- 福岡県道31号福岡筑紫野線
- 福岡県道580号那珂川大野城線

### 鉄道
- 地区内に鉄道は通っていない。

### バス
- 西鉄バス
- 春日市コミュニティバス「やよい」